# Набу Лає Камара
Набу Лає Камара (фр. Naby Laye Camara), відоміший під коротким прізвиськом Папа Камара (фр. Papa Camara; нар. 1952, Конакрі —пом. 4 січня 2018, Конакрі) — гвінейський футболіст, що грав на позиції нападника. Відомий за виступами в клубі «Хафія», а також у складі збірної Гвінеї, у складі якої став срібним призером Кубка африканських націй 1976 року. Після завершення виступів на футбольних полях — гвінейський футбольний тренер, у 1994 році був головним тренером національної збірної країни.

## Клубна кар'єра
Набу Лає Камара народився в Конакрі, де й розпочав займатися футболом. З 1970 до 1986 року Камара грав у складі місцевого клубу «Хафія», у складі якого став неодноразовим чемпіоном Гвінеї; а в 1972, 1975, 1977 роках став у складі клубу володарем Кубка Африканських чемпіонів. У складі команди Набу Лає Камара зіграв понад 500 матчів чемпіонату, в яких відзначився 142 забитими м'ячами.

## Виступи за збірні
Папа Камара розпочав виступи у складі збірної Гвінеї у 1971 році. У 1976 році футболіст грав у складі збірної на Кубку африканських націй, на якому гвінейська збірна лише у фіналі поступилася збірній Марокко, та здобула срібні медалі. У 1980 році Камара вдруге грав у складі збірної на Кубку африканських націй, проте цього разу гвінейська збірна не вийшла з групи. у складі збірної футболіст грав до 1985 року, зіграв у складі збірної 32 матчі. у яких відзначився 13 забитими м'ячами.

## Тренерська кар'єра
Після завершення виступів на футбольних полях Папа Камара розпочав тренерську кар'єру. У 90-х роках ХХ століття він працював асистентом головного тренера збірної Гвінеї, а в 1994 році очолював національну збірну на Кубку африканських націй, на якому гвінейська збірна не зуміла подолати груповий етап.
Помер Набу Лає Камара 4 січня 2018 року в Конакрі.

## Титули і досягнення
- Срібний призер Кубка африканських націй: 1976
- Володар Кубка Африканських чемпіонів: 1972, 1975, 1977